# Duché de Rohan-Rohan

Armoiries de la maison de Rohan-Soubise

Pour les articles homonymes, voir Frontenay.

## Historique
La baronnie de Frontenay en Saintonge (aujourd'hui Frontenay-Rohan-Rohan), fut érigée en duché-pairie de Frontenay en juillet 1626 en faveur de Benjamin de Rohan, seigneur de Soubise. À sa mort sans postérité en 1642, le duché passa par héritage à sa nièce Marguerite de Rohan (v.1617-1684), qui devint dame du duché de Frontenay. Mariée à Henri Chabot, seigneur de Saint-Aulaye puis duc de Rohan (en 1648). Elle légua le duché de Frontenay à sa fille Anne de Rohan-Chabot qui épousa en 1663 François de Rohan, comte de Rochefort et lui apporta Frontenay,.
La terre de Frontenay fut à nouveau érigée en duché sous le nom de Rohan-Rohan (pour le distinguer du titre de duc de Rohan, porté par la famille de Rohan-Chabot) en 1714 en faveur de leur fils Hercule-Mériadec de Rohan-Soubise,.

## Liste des ducs de Frontenay
1. Benjamin de Rohan (v.1585 † 1642) seigneur de Soubise et baron de Frontenay, 1er duc-pair de Frontenay (1626)[2].

## Liste des ducs de Rohan-Rohan
1. Hercule Mériadec de Rohan (1669 † 1749), 1er duc de Rohan-Rohan et pair de France (1714)[2], nouvelle érection avec changement de nom), prince de Soubise, prince de Maubuisson, comte de La Voulte, de Tournon, d'Albon et de Saint-Gérand-de-Vaux, marquis d'Annonay, baron de Longuèze, seigneur de Serrières ;
2. Charles de Rohan (1715 † 1787), duc de Ventadour et pair de France (1717), prince de Maubuisson, prince de Soubise (1724), prince d'Épinoy (1724-1739 puis 1742-1787), marquis de Roubaix, comte de Saint-Pol, 2e duc de Rohan-Rohan et pair de France (1749, petit-fils du précédent), capitaine-lieutenant des Gendarmes de la garde du roi, Maréchal de France, Ministre d'État, pair et maréchal de France, premier « Ber » et connétable héréditaire de Flandres, sénéchal de Hainaut.